# Władimir Katajew
Władimir Pietrowicz Katajew, ros. Владимир Петрович Катаев (ur. 28 stycznia 1955 w Kirowo-Czepiecku) – rosyjski hokeista, trener hokejowy.
Jego syn Dmitrij (ur. 1990) także został hokeistą oraz trenerem hokejowym.

## Kariera zawodnicza
- Chimik Kirowo-Czepieck
- Skif Mińsk
- Chimik Nowopołock

Karierę zawodniczą zakończył w 1982.

## Kariera trenerska
- Chimik Nowopołock (1989-2011, od 2012) – trener w klubie
- Reprezentacja Białorusi (lata 90.) – trener w kadrze
- STS „Autosan” Sanok (1995-1998) – I trener
- Chimik Nowopołock / Chimik-SKA Nowopołock (1998-2011, 2012-) – trener w klubie

Po zakończeniu kariery zawodniczej w 1989 został trenerem hokejowym w klubie Chimik-SKA Nowopołock w Białoruskiej SRR, następnie w niepodległej Białorusi. W międzyczasie przez trzy sezony pracował m.in. w Polsce prowadząc drużynę STS z Sanoka. W 2004 został głównym trenerem Chimika zastępując na tym stanowisku Andrieja Sidorienkę. Obecnie jest jednym ze szkoleniowców w sztabie zespołu.